# Jaciment arqueològic de Sant Pau del Camp
El jaciment arqueològic de Sant Pau del Camp es troba sota els jardins de Sant Pau del Camp i l'actual caserna de la Guàrdia Civil, al Raval de Barcelona, iiestà declarat Espai de Protecció Arqueològica. Fou excavat a principis dels anys 1990, i s'hi documentaren ocupacions de l'antiguitat tardana, època romana, edat del bronze i del Neolític antic.

## Història i descripció
Al llarg dels anys, diferents obres d'arranjament al voltant del monestir de Sant Pau del Camp havien posat en relleu l'existència de restes d'època romana. L'any 1989, el Servei d'Arqueologia de la Ciutat realitzà una intervenció arran de la construcció d'un aparcament i s'hi localitzà una necròpoli i una vil·la romana. A un nivell molt més baix i just al costat del carrer de Sant Pau també es documentà l'existència d'una ocupació de l'edat del bronze. Aquestes troballes impulsaren la realització d'una prospecció en tot l'entorn situat entre els carrers de Sant Pau, Riereta i Santa Elena. En aquesta intervenció es pogué documentar una necròpoli tardoantiga (segles iv-vi), així com un jaciment prehistòric de gran potència de l'edat del bronze i el neolític.
El 1990, un equip coordinat pel Servei d'Arqueologia procedí a l'excavació del solar de 800 m² ocupat per la caserna de la Guàrdia Civil. L'execució de les obres implicà la construcció d'un aparcament que afectà el subsòl en una gran fondària, i donà peu al descobriment dels nivells prehistòrics.
Al llarg dels anys 1990 es publicaren alguns estudis sobre les restes documentades al jaciment, i el 2005 s'encetà un projecte de col·laboració científica entre el Museu d'Història de Barcelona i el Departament de Prehistòria de la Universitat Autònoma de Barcelona, fruit del qual es publicaren diferents estudis, caracteritzant les ocupacions prehistòriques i analitzant el material recuperat.
El 2007 es va realitzar una rasa a tocar de l'absis de l'església per al clavegueram del monestir sense control arqueològic, fet que va comportar l'alteració i destrucció de part de les restes. Les obres es van reprendre l'any 2010. Aquests treballs no van arribar al nivell de roca natural, fet pel qual no es van poder extreure resultats concloents.

### Neolític antic
Una primera fase (nivell IV) se situava cronològicament en el neolític antic i estava definida per un conjunt de 24 enterraments (tots individuals en fossa a excepció d'un de doble) i diverses estructures d'hàbitat com eren les sitges (9) i estructures de combustió (26 fogars). Dins d'aquesta fase, a partir d'estudis més recents es va poder establir una seqüència cronològica més definida. En primer lloc, les datacions mitjançant el sistema AMS de dues restes òssies de les sitges (5360 – 5210 i 5310 – 5200 aC, respectivament) van permetre ubicar una primera ocupació durant el Neolític antic cardial, mentre que els enterraments van proporcionar unes datacions més recents (4250 – 3700 aC), que se situaven entre el neolític postcardial i un neolític mitjà. També es va localitzar un nivell de cendres que es van interpretar com a nivell d'ús, i més d'un centenar de retalls que correspondrien a possibles forats de pal d'alguna estructura aèria indeterminada.

### Època del bronze
La segona fase arqueològica (nivell II) va proporcionar restes atribuïbles a l'edat del bronze, amb dos horitzons culturals diferents. El més antic, datat al bronze antic, es trobava representat per 8 estructures de combustió i cinc d'emmagatzematge, de les quals una va ser utilitzada com a enterrament secundari, és a dir, l'individu no presentava cap disposició intencionada. També es van localitzar acumulacions de pedres, algunes de les quals formaven alineacions, i fins i tot algun angle recte, que es van determinar com a restes d'estructures d'hàbitat. El bronze final III estava representat per indicis poc clars d'estructures d'hàbitat. Un aspecte interessant d'aquest moment va ser la constatació de l'existència d'una riera que travessava la zona excavada. El seu llit n'havia erosionat els nivells inferiors i presentava un petit embassament d'origen antròpic, amb un muret de contenció realitzat amb pedres en disposició vertical clavades uns 20 cm en l'estrat.

### Època romana
La tercera fase cronològica estava representada per l'ús de la zona com a necròpoli romana. En un sector del solar d'uns 100 m², es van localitzar un total de 34 tombes d'inhumació, de les quals trenta eren primàries i quatre secundàries, que es van datar entre els segles iv i el vi dC. Gairebé totes presentaven una coberta feta amb tegulae, de les quals la més freqüent era la de tègules inclinades a doble vessant. També s'hi van documentar fosses simples sense estructura de coberta, però se'n van localitzar claus de ferro al voltant que podrien estar indicant l'ús de taüts de fusta que deurien contenir l'individu. Tampoc s'hi va trobar cap més evidència arqueològica fins a l'època moderna i contemporània, amb la documentació de pous i murs de les fonamentacions de l'edifici enderrocat.